# Syam Ben Youssef
Syam Ben Youssef (Marselha, 31 de março de 1989) é um futebolista profissional tunisiano que atua como defensor.

## Carreira
Syam Ben Youssef representou o elenco da Seleção Tunisiana de Futebol no Campeonato Africano das Nações de 2017.